# The Ringing Sword
The Ringing Sword (Cao shang fei), és una pel·lícula d'arts marcials d'acció de Hong Kong de 1969 dirigida per Lung Chien i protagonitzada per Pin Chiang, Ling Fan i Hui Mei Chen.

## Argument
Vestit de blanc i amb una espasa sonant, Yeh Chiu Lu camina pel territori per venjar els mals fets per Tsao Tan, el senyor de la guerra. Decidit a destruir el clan Chiang, utilitza la seva espasa per capturar Tsao Tan l'últim membre del clan.

## Repartiment
- Pin Chiang
- Ling Fan
- Hui Mei Chen: as Wei Mei Chen
- Ching-Feng Chiang
- Li Chin
- Tu Chin
- Chiang Han